# ATP Finals 2023 - Doppio
Il torneo di doppio delle ATP Finals 2023, nell'ambito dell'ATP Tour 2023, si è giocato dal 12 al 19 novembre 2023 a Torino, in Italia. Tra i partecipanti figuravano Rajeev Ram e Joe Salisbury, i detentori del titolo, i quali si sono confermati campioni, sconfiggendo in finale Marcel Granollers e Horacio Zeballos con il punteggio di 6-3, 6-4.

## Teste di serie
1. Ivan Dodig /  Austin Krajicek (round robin)
2. Wesley Koolhof /  Neal Skupski (round robin)
3. Rohan Bopanna /  Matthew Ebden (semifinale)
4. Santiago González /  Édouard Roger-Vasselin (semifinale)

1. Marcel Granollers /  Horacio Zeballos (finale)
2. Rajeev Ram /  Joe Salisbury (campioni)
3. Máximo González /  Andrés Molteni (round robin)
4. Rinky Hijikata /  Jason Kubler (round robin)

### Riserve
1. Nathaniel Lammons /  Jackson Withrow (non hanno giocato)

1. Hugo Nys /  Jan Zieliński (non hanno giocato)

## Tabellone

### Legenda
| - Q = Qualificato - WC = Wild card - LL = Lucky loser | - ALT = Alternate - SE = Special Exempt - PR = Protected Ranking | - w/o = Walkover - r = Ritirato - d = Squalificato |

### Parte finale
|  | Semifinali | Semifinali                               | Semifinali                         | Semifinali | Semifinali |  |  | Finale | Finale                             | Finale                             | Finale | Finale |  |
|  |            |                                          |                                    |            |            |  |  |        |                                    |                                    |        |        |  |
|  | 5          | Marcel Granollers Horacio Zeballos       | Marcel Granollers Horacio Zeballos | 7          | 6          |  |  |        |                                    |                                    |        |        |  |
|  | 3          | Rohan Bopanna Matthew Ebden              | Rohan Bopanna Matthew Ebden        | 5          | 4          |  |  | 5      | Marcel Granollers Horacio Zeballos | Marcel Granollers Horacio Zeballos | 3      | 4      |  |
|  | 6          | Rajeev Ram Joe Salisbury                 | 7                                  | 3          | [10]       |  |  | 6      | Rajeev Ram Joe Salisbury           | Rajeev Ram Joe Salisbury           | 6      | 6      |  |
|  | 4          | Santiago González Édouard Roger-Vasselin | 65                                 | 6          | [7]        |  |  |        |                                    |                                    |        |        |  |

### Gruppo Verde
|   |                                          | Dodig Krajicek    | González Roger-Vasselin | Granollers Zeballos | González Molteni | RR V-P | Set V-P   | Game V-P    | Classifica |
| 1 | Ivan Dodig Austin Krajicek               |                   | 4-6, 6-3, [13-15]       | 4-6, 4-6            | 6-4, 6-2         | 1-2    | 3-4 (43%) | 30-28 (52%) | 3          |
| 4 | Santiago González Édouard Roger-Vasselin | 6-4, 3-6, [15-13] |                         | 6-2, 3-6, [7-10]    | 6-4, 6-4         | 2-1    | 5-3 (63%) | 31-27 (53%) | 2          |
| 5 | Marcel Granollers Horacio Zeballos       | 6-4, 6-4          | 2-6, 6-3, [10-7]        |                     | 6-3, 6-4         | 3-0    | 6-1 (86%) | 33-24 (58%) | 1          |
| 7 | Máximo González Andrés Molteni           | 4-6, 2-6          | 4-6, 4-6                | 3-6, 4-6            |                  | 0-3    | 0-6 (0%)  | 21-36 (37%) | 4          |

La classifica viene stilata in base ai seguenti criteri: 1) Numero di vittorie; 2) Numero di partite giocate; 3) Scontri diretti (in caso di due giocatori pari merito); 4) Percentuale di set vinti o di game vinti (in caso di tre giocatori pari merito); 5) Ranking ATP

### Gruppo Rosso
|   |                             | Koolhof Skupski  | Bopanna Ebden | Ram Salisbury    | Hijikata Kubler  | RR V-P | Set V-P   | Game V-P    | Classifica |
| 2 | Wesley Koolhof Neal Skupski |                  | 4-6, 6(5)-7   | 3-6, 6-3, [7-10] | 6-3, 6-4         | 1-2    | 3-4 (43%) | 31-30 (51%) | 3          |
| 3 | Rohan Bopanna Matthew Ebden | 6-4, 7-6(5)      |               | 3-6, 4-6         | 6-4, 6-4         | 2-1    | 4-2 (67%) | 32-30 (52%) | 2          |
| 6 | Rajeev Ram Joe Salisbury    | 6-3, 3-6, [10-7] | 6-3, 6-4      |                  | 5-7, 6-1, [10-2] | 3-0    | 6-2 (75%) | 34-24 (59%) | 1          |
| 8 | Rinky Hijikata Jason Kubler | 3-6, 4-6         | 4-6, 4-6      | 7-5, 1-6, [2-10] |                  | 0-3    | 1-6 (14%) | 23-36 (39%) | 4          |

La classifica viene stilata in base ai seguenti criteri: 1) Numero di vittorie; 2) Numero di partite giocate; 3) Scontri diretti (in caso di due giocatori pari merito); 4) Percentuale di set vinti o di game vinti (in caso di tre giocatori pari merito); 5) Ranking ATP